# Luigi Malerba
Luigi Malerba, pseudonimo di Luigi Bonardi (Pietramogolana, 11 novembre 1927 – Roma, 8 maggio 2008), è stato uno scrittore e sceneggiatore italiano.
Ha fatto parte della neoavanguardia sperimentalista del Gruppo 63. Tra i suoi romanzi più noti si ricordano: La scoperta dell'alfabeto, Il serpente, Salto mortale, Dopo il pescecane, Testa d'argento, Il fuoco greco, Le pietre volanti e Itaca per sempre. Ha inoltre scritto con Tonino Guerra storie per ragazzi e bambini.

## Biografia
Nacque a Pietramogolana, frazione di Berceto in provincia di Parma, l'11 novembre 1927. 
Dopo aver conseguito la laurea in giurisprudenza a Roma, lavora come giornalista, scrivendo opere di narrativa, perlopiù racconti, e allo stesso tempo collaborando alla scrittura di alcune sceneggiature cinematografiche e televisive. A Parma, negli anni cinquanta, dirige la rivista cinematografica Sequenze. Partecipa al Gruppo 63 ed è presidente della Cooperativa scrittori (con Alberto Arbasino, Alfredo Giuliani, Giorgio Manganelli, Angelo Guglielmi, Nanni Balestrini, Walter Pedullà e Elio Pagliarani).
Nel 1963 Bompiani pubblica la sua prima opera, la raccolta di racconti La scoperta dell'alfabeto, cui segue nel 1966 il suo primo romanzo, Il serpente. Scrive poi Salto mortale (tradotto in francese come Saut de la mort), per il quale nel 1970 a Parigi gli è conferito il Prix Médicis per il miglior autore straniero, assegnato quell'anno per la prima volta, e Dopo il pescecane, per il quale vince il Premio Brancati nel 1979. Per Testa d'argento, poi, gli viene conferito il Premio Grinzane Cavour nel 1989 assieme a Stefano Jacomuzzi e Raffaele La Capria.
Scrive quindi Le pietre volanti, uno dei suoi romanzi di maggior successo, per il quale vince il Premio Viareggio e il Premio Feronia nel 1992.
Nel 1997 Arnoldo Mondadori Editore pubblica quello che è forse il suo romanzo più noto, Itaca per sempre, nel quale racconta, riprendendo inizialmente la Odissea, il ritorno di Ulisse ad Itaca e, in particolare, il risentimento di Penelope, "che in Omero è appena abbozzato[...] si viene così innescando un dramma intimo che attira nel suo vortice anche Ulisse, il quale giungerà a dubitare, non tanto della fedeltà della donna, ma di sé".
Per la televisione si occupa con Biagio Proietti, Daniele D'Anza e Fabio Carpi della sceneggiatura di Madame Bovary, sceneggiato RAI del 1978, tratto dal romanzo omonimo di Gustave Flaubert. Produce inoltre caroselli e spot pubblicitari, dalla Pasticca del re Sole alla Birra Becks, alla Caramella Dufour.
Muore a 80 anni a Roma nel 2008, dove gli viene dedicata una mostra omaggio nel giugno 2009; riceve sepoltura presso il cimitero di Orvieto. Dal 2010 il Premio Luigi Malerba di narrativa e cinema è dedicato a opere inedite e sceneggiature. Nel settembre 2016 esce il Meridiano Mondadori contenente una scelta antologica di romanzi e racconti di Malerba.

## Poetica
Malerba, attraverso quarant'anni di attività, ha dimostrato una vasta gamma di interessi:
- la passione per la storia. Attraverso un'attenta documentazione storica Malerba, attratto dal mondo classico e dalla civiltà cinese, li ricreò nei suoi romanzi; Le Rose Imperiali (1974), Fuoco Greco (1990) o Itaca Per Sempre (1997) ne sono una testimonianza. Questa sua passione lo spinse infatti a viaggiare molto soprattutto in Oriente: Cina, Giappone, Thailandia, Hong Kong e Macao sono alcuni dei luoghi in cui si recò personalmente.
- i dialetti e le lingue dimenticate. Egli li affrontò nell'opera Le parole abbandonate (1977) in cui viene rappresentato il mondo contadino con il disagio di assistere alla dispersione di un prezioso patrimonio culturale, soprattutto linguistico (come si sta verificando attraverso la scomparsa dei dialetti). Conoscere un dialetto per l'autore significa avere radici più profonde nella tradizione culturale dalla quale si proviene.
- il cinema e la pubblicità. La sua attività di sceneggiatore e soggettista cinematografico e televisivo è infatti piuttosto ricca. Cominciò negli anni cinquanta dando vita a "Sequenze", una rivista di cinema nella sua città; poi collaborò con il regista Alberto Lattuada alla scrittura della sceneggiatura di film quali Il cappotto, e La lupa. Per la televisione scrisse altre cose, dalla mini serie Madame Bovary, alla saga eroicomica di ambientazione medioevale dal titolo Tre nel mille. Malerba non smise mai di essere creativo e diresse, negli anni sessanta, una società pubblicitaria. La pubblicità fu un suo grande interesse e arrivò ad inserire pagine pubblicitarie in Città e dintorni (2001), al fine di abbassarne il prezzo di vendita.

### Giudizio critico
"Scrittore divertente e divertito, Malerba è un curioso: curioso del linguaggio, della storia, del costume, degli intrecci e delle coincidenze della vita. Non a caso passa dal romanzo al saggio linguistico, alle sceneggiature per cinema e televisione, ai racconti per ragazzi".
Umberto Eco, nel ricordarlo ha detto: "Molti lo hanno accostato agli scrittori postmoderni. Ma la definizione funziona fino a un certo punto. L'autore di Salto mortale si comporta sempre in modo maliziosamente ironico, con svelamenti e ambiguità".
Ha scritto invece Walter Pedullà: "Malerba corteggia il linguaggio che sia fattore di squilibrio. E questo sembra l'unica realtà possibile. [...] Il gesto più congeniale a Malerba è lo svuotamento. E di questo "fa il pieno": cioè il suo linguaggio è dappertutto linguaggio che scava".
E Paolo Mauri: "Malerba si muoveva nell'ambito della neoavanguardia: gli piaceva l'idea che qualcuno rovesciasse i tavoli delle vecchie discussioni e azzardasse prove nuove, sperimentali. Così con i romanzi Il serpente e Salto mortale cominciò a giocare sul filo del paradosso, con indagini che non portano a nulla, eroi partoriti dalla mente dello scrittore e fatti vivere sulla pagina salvo poi svelare il trucco e un linguaggio nuovo, assolutamente originale. Avrebbe poi continuato, di romanzo in romanzo, rinnovandosi continuamente nei temi e nei modi".

## Opere

### Romanzi
- Il serpente, Milano, Bompiani, 1966.
- Salto mortale, Milano, Bompiani, 1968.
- Il protagonista, Milano, Bompiani, 1973.
- Il pataffio, Milano, Bompiani, 1978; Quodlibet 2015. [romanzo storico medievale]
- Diario di un sognatore, Torino, Einaudi, 1981
- Il pianeta azzurro, Milano, Garzanti, 1986
- I cani di Gerusalemme, 1988 (con Fabio Carpi)
- Il fuoco greco, Milano, Mondadori, 1990 [romanzo storico bizantino]
- Le pietre volanti, Milano, Rizzoli, 1992
- Le maschere, Milano, Mondadori, 1994 [romanzo storico rinascimentale]
- Itaca per sempre, Milano, Mondadori, 1997
- La superficie di Eliane, Milano, Mondadori, 1999
- Città e dintorni, Milano, Mondadori, 2001
- Il circolo di Granada, Milano, Mondadori, 2002
- Le lettere di Ottavia, Milano, Archinto, 2004
- Fantasmi romani, Milano, Mondadori, 2006

### Raccolte di racconti
- La scoperta dell'alfabeto, Milano, Bompiani, 1963
- Le rose imperiali, Milano, Bompiani, 1974
- Dopo il pescecane, Milano, Bompiani, 1979
- Testa d'argento, Milano, Mondadori, 1988
- Avventure, Bologna, Il Mulino, 1997
- Ti saluto filosofia, Milano, Mondadori, 2004
- Il sogno di Epicuro, S. Cesario di Lecce, Manni, 2008
- Raccomandata Espresso, Edizioni dell'Elefante, 2009. [racconto in forma di "plaquette" fuori commercio]
- Sull'orlo del cratere, A cura di Gino Ruozzi, Collana Oscar Moderni, Milano, Mondadori, 2018, ISBN 978-88-046-8948-5.
- Strategie del comico, Quodlibet, 2018 [raccolta postuma inedita]

### Libri per l'infanzia
- Millemosche mercenario, Milano, Bompiani, 1969, scritto con Tonino Guerra
- Millemosche senza cavallo, Milano, Bompiani, 1969, scritto con Tonino Guerra
- Storie dell'anno Mille, Milano, Bompiani, 1970, scritto con Tonino Guerra
- Millemosche fuoco e fiamme, Milano, Bompiani, 1969, scritto con Tonino Guerra
- Millemosche innamorato, Milano, Bompiani, 1971, scritto con Tonino Guerra
- Millemosche e il leone, Milano, Bompiani, 1973, scritto con Tonino Guerra
- Millemosche e la fine del mondo, Milano, Bompiani, 1973, scritto con Tonino Guerra
- Millemosche alla ventura, Milano, Bompiani, 1969, scritto con Tonino Guerra
- Mozziconi, Torino, Einaudi, 1975; Macerata, Quodlibet, 2019, ISBN 978-88-229-0274-0.
- Pinocchio con gli stivali, Cooperativa Scrittori, 1977;  Monte Università Parma, 2004
- Storiette, illustrazioni di Adriano Zannini, Torino, Einaudi, 1977; Macerata, Quodlibet, 2016.
- Le galline pensierose, Torino, Einaudi, 1980; nuova ed. con 146 storielle, Milano, Mondadori, 1994; nuova ed. con 9 storielle inedite, Macerata, Quodlibet, 2014
- Storiette tascabili, 1984; Prefazione di Franco Marcoaldi, Einaudi, 1994; Macerata, Quodlibet, 2016

### Saggi
- Le parole abbandonate, Milano, Bompiani, 1977. [repertorio dialettale emiliano]
- Cina Cina, S. Cesario di Lecce, Piero Manni, 1985. [libro di viaggi]
- Il viaggiatore sedentario, Milano, Rizzoli, 1993. [libro di viaggi]
- Che vergogna scrivere, Collana Passepartout, Milano, Mondadori, 1996.
- La composizione del sogno, Torino, Einaudi, 2002. [saggio]
- Diario delle delusioni, Milano, Mondadori, 2009. [raccolta postuma di saggi]

### Teatro
- I cani di Gerusalemme (1988) (con Fabio Carpi)

### Radiodrammi
- Ossido di Carbonio, sceneggiatura del radiodramma per la regia di Marco Parodi. Prima messa in onda 22 novembre 1974.[7]

### Conversazioni
- Interviste impossibili, S. Cesario di Lecce, Manni, 1997
- Parole al vento, S. Cesario di Lecce, Manni, 2008 [raccolta di interviste a cura della figlia Giovanna Bonardi]

### Opere raccolte
- Romanzi e racconti, saggio introduttivo di Walter Pedullà, Collana I Meridiani, Milano, Mondadori, 2016, ISBN 978-88-046-6934-0. [contiene: La scoperta dell'alfabeto, Il serpente, Salto mortale, Il pataffio, Testa d'argento, Il fuoco greco, Le pietre volanti, Fantasmi romani]
- Tutti i racconti, a cura di Gino Ruozzi, Collana Oscar Moderni Baobab, Milano, Mondadori, 2020, ISBN 978-88-047-2296-0.

### Curatele
- Proverbi italiani, Collana Cento libri per mille anni, Roma, Istituto poligrafico dello Stato, 1999. [raccolta]

## Filmografia parziale
- Il cappotto, regia di Alberto Lattuada (1952)
- Episodi: Amore che si paga, Tentato suicidio, Paradiso per tre ore e Gli italiani si voltano di L'amore in città, regia collettiva (1953)
- Di qua, di là del Piave, regia di Guido Leoni (1954)
- Donne e soldati, regia di Luigi Malerba e Antonio Marchi (1954)
- La spiaggia, regia di Alberto Lattuada (1954)
- La ragazza e il generale, regia di Pasquale Festa Campanile (1967)
- Lo scatenato, regia di Franco Indovina (1967)
- Sissignore, regia di Ugo Tognazzi (1968)
- Toh, è morta la nonna!, regia di Mario Monicelli (1969)
- L'invasione (L'invasion), regia di Yves Allégret (1970)
- Appuntamento col disonore, regia di Adriano Bolzoni (1970)
- Un'estate, un inverno, regia di Mario Caiano (1971) - miniserie TV
- Corpo d'amore, regia di Fabio Carpi (1972)
- Il vero e il falso, regia di Eriprando Visconti (1972)
- Come perdere una moglie... e trovare un'amante, regia di Pasquale Festa Campanile (1978)
- La prossima volta il fuoco, regia di Fabio Carpi (1993)

## Premi
- 1966 – Premio Selezione Campiello[8]
- 1968 – Premio Sila[9]
- 1970 – Prix Médicis[10]
- 1979 – Premio Brancati[11]
- 1979 – Premio Nazionale Rhegium Julii[12]
- 1981 – Premio Nazionale Letterario Pisa per la narrativa[13]
- 1987 – Premio Mondello[14]
- 1989 – Premio Grinzane Cavour per la narrativa[14]
- 1990 – Premio Flaiano per la narrativa[14]
- 1992 – Premio Viareggio[15]
- 1992 – Premio Selezione Campiello[8]
- 1992 – Premio Feronia-Città di Fiano[16]
- 1995 – Premio Palmi per la narrativa[14]
- 1995 – Premio Comisso per la Narrativa[17]
- 2002 – Premio Procida-Isola di Arturo-Elsa Morante[18]
- 2005 – Premio Chiara alla carriera[14]

## Opere derivate
- Il pataffio, film del 2022 tratto dal suo omonimo romanzo del 1978.